# 林志嘉
林志嘉（1958年3月31日—），中華民國政治人物，台灣團結聯盟籍，出身新北市五股區林家，現任兒童福利聯盟文教基金會董事長，曾代表中國國民黨、民主聯盟及台聯擔任多屆立法委員，2001年連任失利後擔任台聯秘書長並兩度代理該黨黨主席，亦曾參選臺北縣縣長但未當選，2016年至2024年擔任立法院秘書長。

## 簡介
五都改制前，林志嘉的父親林大坤曾是三屆的五股鄉鄉長，也曾擔任十三年的五股鄉鄉民代表會主席，在五股地區頗具影響力。
1989年以31歲的年齡代表中國國民黨參選第一屆增額立法委員當選。
1994年，反核團體以反對支持興建第四核能發電廠的立委為訴求，發起對林志嘉與洪秀柱、詹裕仁、韓國瑜、魏鏞的罷免，並與核四公投合併選舉。7月送交提議人名冊，9月達五萬多份連署書成案:51。國民黨乃於連署期間於立法院提案修改《公職人員選舉罷免法》，加入「罷免案不能跟其他選舉一起投票」之限制，不與12月3日的省市長暨省市議員選舉合併投票，並將門檻「1/3以上投票，同意票多於反對票」上修為「1/2以上投票，同意票超過1/2」。11月27日，林、洪、詹、韓等案投票率21%遭到否決:51、359，魏案也於翌年遭到否決。
1997年脫離國民黨與蘇貞昌、謝深山角逐臺北縣縣長，雖然落敗，但得到15萬張選票。
2001年與王建煊比較民調時，以些微差距落後，遂禮讓王建煊參選臺北縣縣長。原本表示不參與該屆立委的林志嘉再度投入立委選戰，遭國民黨撤銷黨籍，而是屆立委亦未當選。因李登輝與其父交情深厚，所以轉投臺灣團結聯盟，任台聯秘書長。
2005年曾獲總統陳水扁提名為監察委員候選人，但因立法院擱置人事案未能順利出任。2007年3月6日，因黃政哲辭職而正式遞補台聯不分區立法委員，重返立法院。2008年為台聯唯一轉戰區域的不分區立委，也形成當年三位立委在臺北縣第二選區對戰的特殊情形，不過林志嘉最終僅獲數千票，大敗給尋求連任的民主進步黨立委林淑芬。
2013年11月22日，林志嘉正式宣布參選第二屆新北市市長選舉。選前與民進黨新北市市長參選人、前行政院院長游錫堃進行整合民調，之後決定退出讓游錫堃代表泛綠參選新北市市長。
2016年2月1日，立法院院長蘇嘉全宣布任命林志嘉擔任立法院秘書長。
2020年2月1日，立法院院長游錫堃宣布林志嘉續任立法院秘書長。

## 選舉紀錄
| 年度 | 選舉屆數                     | 選舉區           | 所屬政黨     | 得票數  | 得票率 | 當選標記 | 備註     |
| ---- | ---------------------------- | ---------------- | ------------ | ------- | ------ | -------- | -------- |
| 1989 | 第一屆立法委員第六次增額選舉 | 臺灣省第一選舉區 | 中國國民黨   | 55,536  | 5.19%  |          |          |
| 1992 | 第二屆立法委員選舉           | 臺灣省第一選舉區 | 中國國民黨   | 54,957  | 3.87%  |          |          |
| 1995 | 第三屆立法委員選舉           | 臺灣省第一選舉區 | 中國國民黨   | 58,125  | 4.11%  |          |          |
| 1997 | 第十三屆臺北縣縣長選舉       | 臺北縣           | 無黨籍       | 154,590 | 11.00% |          |          |
| 1998 | 第四屆立法委員選舉           | 臺北縣第二選舉區 | 民主聯盟     | 41,276  | 8.13%  |          |          |
| 2001 | 第五屆立法委員選舉           | 臺北縣第二選舉區 | 無黨籍       | 31,470  | 5.24%  |          |          |
| 2004 | 第六屆立法委員選舉           | 全國不分區選舉區 | 台灣團結聯盟 | 756,712 | 7.79%  |          | 遞補當選 |
| 2008 | 第七屆立法委員選舉           | 臺北縣第二選舉區 | 台灣團結聯盟 | 8,242   | 6.01%  |          |          |

## 外部連結
- 林志嘉Facebook粉絲專頁 （页面存档备份，存于）
- 立法院第六屆立法委員林志嘉國會網站 （页面存档备份，存于）

| 政党职务         | 政党职务                                                        | 政党职务      |
| ---------------- | --------------------------------------------------------------- | ------------- |
| 台灣團結聯盟     |                                                                 |               |
| 前任： 蘇進強    | 台灣團結聯盟秘書長 第二任 2005年1月10日－2016年6月18日          | 繼任： 賴振昌 |
| 前任： 蘇進強    | 台灣團結聯盟主席 代理 2006年12月25日－2007年1月25日             | 繼任： 黃昆輝 |
| 前任： 黃昆輝    | 台灣團結聯盟主席 代理 2016年1月25日－2016年6月18日              | 繼任： 劉一德 |
| 中華民國政府職務 |                                                                 |               |
| 立法院           |                                                                 |               |
| 前任： 林錫山    | 立法院秘書長 第十九任（第九、十屆） 2016年2月1日－2024年1月31日 | 繼任： 周萬來 |